# Дранич
Дра̀нич (на гръцки: Αντιφίλιπποι, Антифилипи, до 1927 година Δρανίτσι, Драници) е село в Гърция, дем Кушница, област Източна Македония и Тракия.

## География
Селото е разположено на 100 m надморска височина на 7 километра северозападно от демовия център Правища (Елевтеруполи), на брега на бившето езеро Берекетли гьол, точно срещу древния град Филипи, откъдето идва и новото гръцко име, в превод Срещу Филипи.

## История

### Етимология
Според Йордан Н. Иванов името е от дрян и наставка -ич, сравнимо с Мелникич с ѣ > а вероятно на гръцка почва, подобно на Δρανίτσα от Дрѣница. Според „Българския етимологичен речник“ името също е от дрян.

### В Османската империя
В 1889 година Стефан Веркович (Топографическо-этнографическій очеркъ Македоніи) пише за Дранич:
| „ | Дранич, мохамеданско село; 1 джамия, 1 мюсюлманско училище. Жителите са помаци. От града е на половин часа разстояние. | “ |

Съгласно статистиката на Васил Кънчов („Македония. Етнография и статистика“) към 1900 година Дранич (Дрѣничъ) е турско селище. В него живеят 400 турци.

### В Гърция
В 1923 година жителите на Дранич са изселени в Турция по силата на Лозанския договор и на тяхно място са заселени гърци бежанци. През 1927 година името на селото е сменено от Драници (Δρανίτσι) на Антифилипи (Αντιφίλιπποι). До 1928 година в Дранич са заселени 123 гръцки семейства с 460 души - бежанци от Турция. Българска статистика от 1941 година показва 878 жители.
Населението произвежда традиционно тютюн, пшеница и царевица.
| Година    | 1913 | 1920 | 1928 | 1940 | 1951 | 1961 | 1971 | 1981 | 1991 | 2001 | 2011 | 2021 |
| --------- | ---- | ---- | ---- | ---- | ---- | ---- | ---- | ---- | ---- | ---- | ---- | ---- |
| Население | 509  | 438  | 555  | 832  | 951  | 960  | 802  | 859  | 813  | 1073 | 869  | 782  |